# Echidgnathia vitrifasciata
Echidgnathia vitrifasciata is een vlinder uit de familie wespvlinders (Sesiidae), onderfamilie Sesiinae.
Echidgnathia vitrifasciata is voor het eerst wetenschappelijk beschreven door Hampson in 1910. De soort komt voor in het Afrotropisch gebied.